# Maltský protektorát
Maltský protektorát je označení pro britskou vojenskou správu Malty v době napoleonských válek, když ještě formálně patřila Sicilskému království a pod správu maltézských rytířů, ale byla kontrolována britskými vojsky. 
Vyhlášen byl 4. září 1800 poté, co se vzdala Brity a místními povstalci obležená francouzská posádka ve Vallettě. V roce 1802 přijali reprezentanti maltských měst a vesnic La Dichiarazione dei Diritti degli abitanti delle Isole di Malta e Gozo (Deklarace práv obyvatel ostrovů Malta a Gozo), v níž prohlásili Maltu za samosprávnou zemi pod britskou ochranou a Jiřího III. za svého krále, který nemá právo předat Maltu žádné cizí mocnosti.
Maltský protektorát zanikl 23. července 1813 přeměnou Malty na britskou korunní kolonii.